# Babí hora (Slezské Beskydy)
Babí hora (polsky Babia Góra, 492 m n. m.) je nevysoký, částečně zalesněný kopec na západním okraji Slezských Beskyd. Leží asi 2 km východně od Třince a 1 km severně od Vendryně v okrese Frýdek-Místek (Moravskoslezský kraj). Přes sedlo, které odděluje Babí horu od Vružné (530 m), prochází červeně značená turistická trasa spojující Třinec a masiv Velké Čantoryje. 